# Шемпліно-Чарне
Шемпліно-Чарне (пол. Szemplino Czarne) — село в Польщі, у гміні Яново Нідзицького повіту Вармінсько-Мазурського воєводства.
Населення — 41 особа (2011).
У 1975-1998 роках село належало до Ольштинського воєводства.

## Демографія
Демографічна структура станом на 31 березня 2011 року:
|          | Загалом | Допрацездатний вік | Працездатний вік | Постпрацездатний вік |
| -------- | ------- | ------------------ | ---------------- | -------------------- |
| Чоловіки | 20      | 8                  | 11               | 1                    |
| Жінки    | 21      | 7                  | 10               | 4                    |
| Разом    | 41      | 15                 | 21               | 5                    |